# Ponte Francis Scott Key
Ponte Francis Scott Key (em inglês: Fracis Scott Key Bridge) foi uma ponte localizada em Baltimore, Maryland, nos Estados Unidos e foi nomeada em homenagem ao poeta americano Francis Scott Key. A ponte foi inaugurada em 23 de março de 1977, tinha 8 636 pés (2.632 m) de comprimento e transportava aproximadamente 11,5 milhões de veículos anualmente. Era uma rota designada para caminhões de materiais perigosos. Materiais perigosos estavam proibidos nos túneis do Porto de Baltimore e de Fort McHenry. Ficava sobre o Rio Patapsco. Em 26 de março de 2024, a ponte acabou por colapsar após o navio de carga DALLI ter colapsado com um dos pilares da ponte.

## Acidente
O colapso da ponte Francis Scott Key ocorreu em 26 de março de 2024, às 01h28 EDT (05h28 UTC), quando parte da ponte Francis Scott Key em Baltimore, Maryland, Estados Unidos, desabou após um de seus pilares de sustentação ter sido atingido pelo navio porta-contêineres MV Dali.
O navio seguia para Colombo, no Sri Lanka. De acordo com um porta-voz do Corpo de Bombeiros da cidade de Baltimore, pelo menos sete veículos caíram na água.
De acordo com uma reportagem da Reuters da CBS News, o Synergy Marine Group, proprietário do navio, disse que "todos os membros da tripulação foram encontrados e não houve relatos de quaisquer feridos". Posteriormente, esclareceu que um membro da tripulação foi hospitalizado com ferimentos leves.
O presidente americano Joe Biden demostrou interesse em reconstruir a ponte, e disse que vai visitar Baltimore.